# Nosema ceranae
Nosema ceranae är en parasit som lever på bin och framkallar sjukdom hos dessa. Denna svamp tros ha en indirekt roll i populationsminskningen hos bin i Europa och Nordamerika genom dess synergi med olika insekticider såsom fipronil och vissa neonikotinoider. Dessutom förorsakar interaktionen mellan fipronil och parasiten förändringar i honungsbihannars fysiologi som leder till sterilitet.